# 程继健
程继健（1929年—2012年），男，江苏苏州人，中国无机非金属材料专家，曾任华东化工学院教授、博士生导师。